# Хортен H.IV
Хортен H.IV је њемачки безрепа једрилица "летеће крило". Пилот који је управљао летилицом морао је да буде у лежећем положају. Овим се приликом израде смањио предњи дио, а тиме и отпор. Дизајнирали су га браћа Рајмар и Валтер Хортен у Гетингену. У периоду између 1941. и 1943. изграђена су четири комада Хортен H.IV. Први модел Хортен H.IV дизајниран је и изграђен у Кенигсбергу 1940/1941. Будући да није било службене дозволе или наредбе, изградња је изведена у тајности. Први лет, у дужини од сат времена, обављен је у мају 1941. Наредна три примјерка конструисана су у Гетингену, а њихова летачка способност испитивана је у првој половини 1943. Летјеле су на бројним незваничним такмичењима у Трећем рајху током Другог светског рата. Након рата примјерци који су били у летећем стању превезени су у Велику Британију и Сједињене Америчке Државе где је постигнуто неколико успјеха на такмичењима. Хортен H.IV је Министарство ваздухопловства Рајха додијелило идентификациони број 8-251 и званичан назив Хортен Хо 251 иако се он готово никако користио у пракси.
У децембру 1944. изграђен је још један примјерак у Бад Херсфелду са иновативним ламинарним аеропрофилом и носио је ознаком Хортен H.IVb. Профил је копиран са америчког P-51. Приликом испитивања у ваздушном тунелу у  Њемачком институту за авијацију измјерене су изненађујуће ниске вриједности отпора. Током пробног лета 18. јануара 1945. у близини Гетингена, авион се срушио у ротацији, пилот је успио да изађе, али се његов падобран није отворио. Производња још 10 примјерака Хортен H.IVb је заустављена након несреће.